# Jesse Camacho
Jesse Camacho, född 29 maj 1991 i Montréal, Quebec, Kanada, är en kanadensisk skådespelare. Han är bland annat känd för TV-serien Less Than Kind och för filmerna Uppgörelsen - 12 and Holding och Kick-Ass 2. Hans föräldrar, Pauline Little och Mark Camacho, är också skådespelare.

## Filmografi i urval

### Filmer
- 1994 - Den oändliga historien 3 - Flykten från Fantásien
- 2003 - Rudy: The Rudy Giuliani Story
- 2005 - Uppgörelsen - 12 and Holding
- 2006 - The Forgotten Ones
- 2009 - The Velveteen Rabbit
- 2013 - Kick-Ass 2
- 2016 - We're Still Together

### TV-serier
- 2004 - Creepschool
- 2008-2013 - Less Than Kind
- 2016 - Man Seeking Woman
- 2015-2016 - This Life